# Maria Antonietta

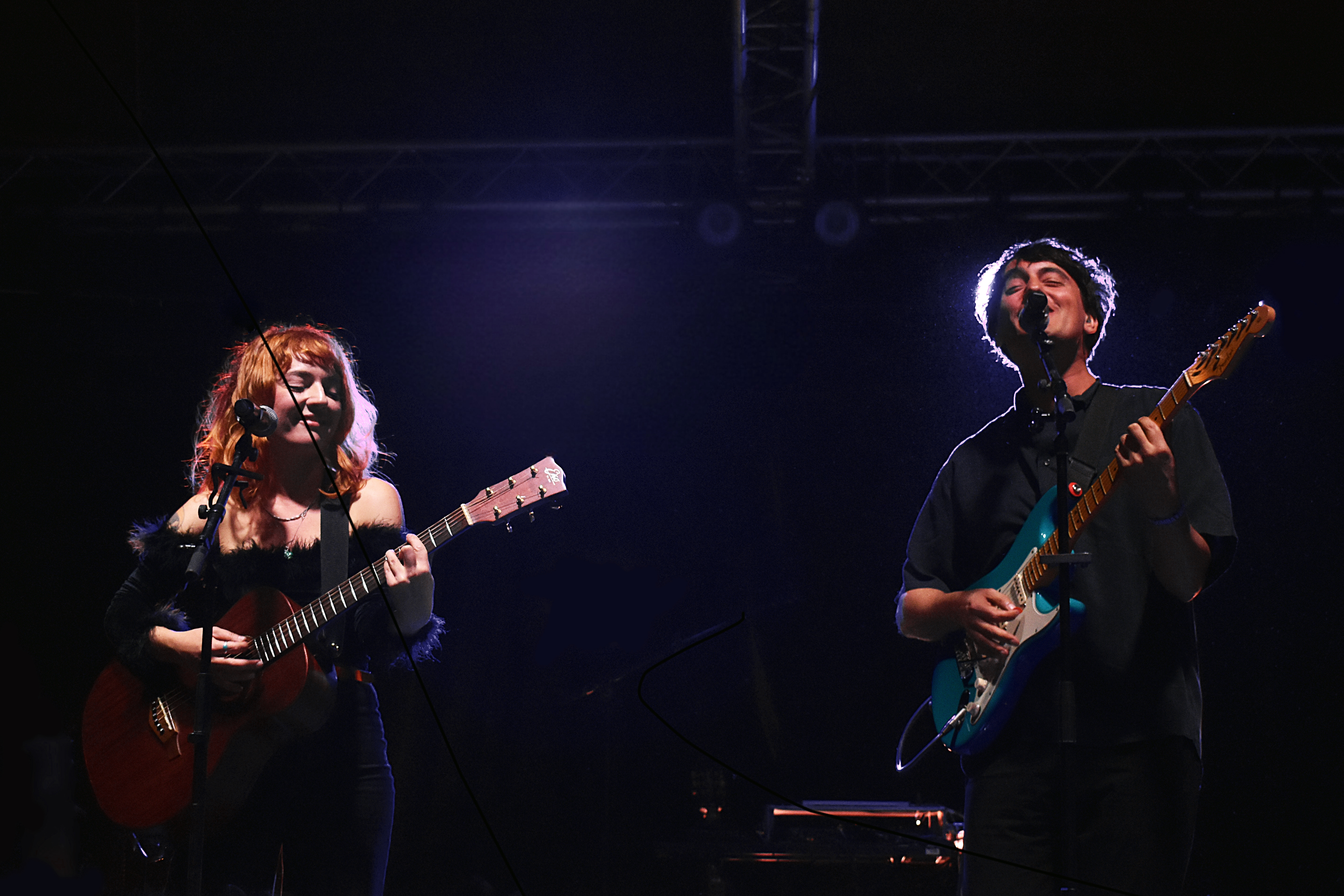
Maria Antonietta (links) und Colombre (2024)

Maria Antonietta (* 26. August 1987 als Letizia Cesarini in Pesaro) ist eine italienische Indie-Musikerin.

## Werdegang
Die Musikerin begann ihre musikalische Karriere 2010 unter dem Pseudonym Marie Antoinette mit der Veröffentlichung des selbst produzierten, komplett englischsprachigen Albums Marie Antoinette Wants to Suck Your Young Blood. Gleichzeitig trat sie gemeinsam mit der Band Young Wrists auf, die sich 2011 jedoch auflöste. Daraufhin „italianisierte“ sie ihr Pseudonym zu Maria Antonietta und legte 2012 ihr gleichnamiges, offizielles Debütalbum vor. Dieses wurde von Brunori Sas produziert und war nun italienischsprachig.
Maria Antonietta veröffentlichte in den Folgejahren weitere Singles und zwei Alben beim Label La Tempesta, Sassi (2014) und Deluderti (2018). Dazwischen nahm sie die EP Maria Antonietta Loves Chewingum zusammen mit der Band Chewingum auf, mit der sie auch auf Tournee ging. 2019 präsentierte die Musikerin ihr Buch Sette ragazze imperdonabili. Beim Sanremo-Festival 2020 hatte sie einen Gastauftritt an der Seite von Levante und Francesca Michielin.
2021 moderierte Cesarini die Dokumentarreihe „Sacra Bellezza“ auf sky.
Im Mai 2023 erschien ihr neues Album „La Tigre Assenza“ bei Warner Italien. Am 2. Juli eröffnete sie im Lido de Camaiore für Lana del Rey.

## Diskografie
Alben

| Jahr | Titel            | Höchstplatzierung, Gesamtwochen, AuszeichnungChartsChartplatzierungen (Jahr, Titel, Platzierungen, Wochen, Auszeichnungen, Anmerkungen) | Anmerkungen        |
| Jahr | Titel            | IT | Anmerkungen        |
| ---- | ---------------- | --- | ------------------ |
| 2012 | Maria Antonietta | — | Picicca Dischi     |
| 2014 | Sassi            | — | La Tempesta Dischi |
| 2018 | Deluderti        | IT99 (1 Wo.)IT | La Tempesta Dischi |
| 2023 | La Tigre Assenza | — | Warner             |

## Bibliografie
- Maria Antonietta: Sette ragazze imperdonabili. Un libro d’ore. Rizzoli, 2019, ISBN 978-88-17-10993-2.

## Belege
1. ↑  Chi è Maria Antonietta, ospite di Levante a Sanremo 2020. 23. Januar 2020, abgerufen am 24. Februar 2022 (italienisch).
2. ↑  Alben von Maria Antonietta. In: Italiancharts.com. Hung Medien, abgerufen am 20. Oktober 2021.

| Personendaten    | Personendaten                   |
| ---------------- | ------------------------------- |
| NAME             | Antonietta, Maria               |
| ALTERNATIVNAMEN  | Cesarini, Letizia (Geburtsname) |
| KURZBESCHREIBUNG | italienische Indie-Musikerin    |
| GEBURTSDATUM     | 26. August 1987                 |
| GEBURTSORT       | Pesaro                          |